# Zuckerfabrikation

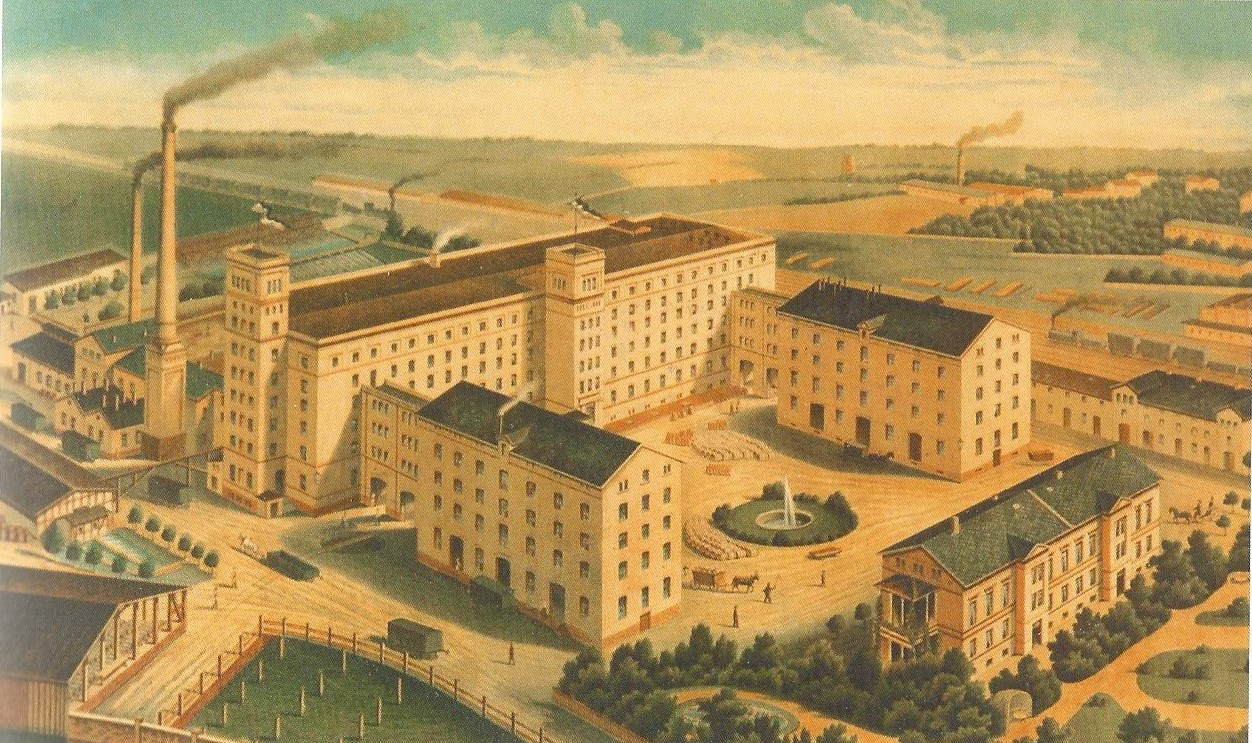
Neue Actien-Zucker-Raffinerie in Halle (Saale)

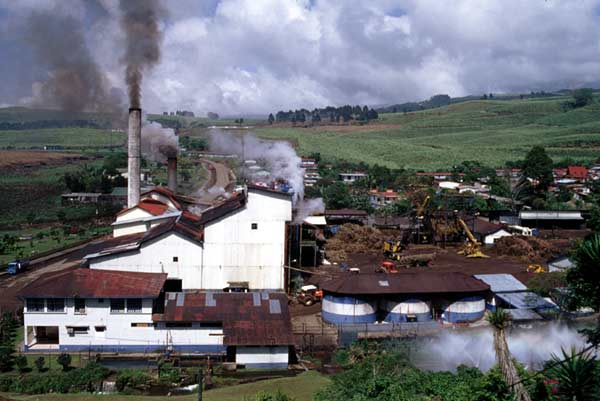
Zuckerplantage und -fabrik in Costa Rica

Bei der Zuckerfabrikation wird aus Pflanzen mit hohem Zuckergehalt (Zuckerrübe, Zuckerrohr) der Zucker extrahiert und in verschiedenen Formen und Stoffreinheiten verbrauchsfähig hergestellt.

## Rübenzucker-Erzeugung

### Reinigen und Zerkleinern

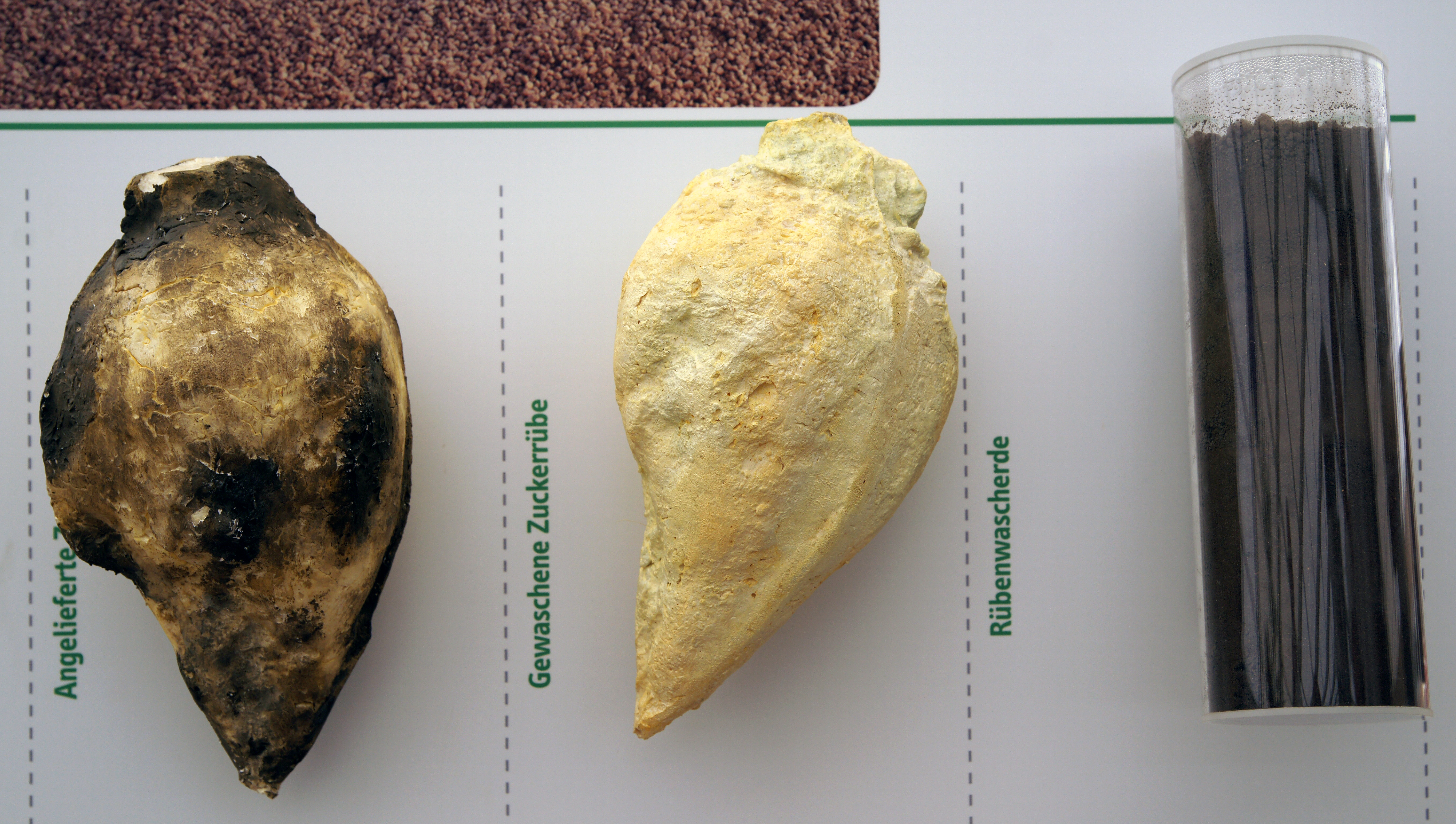
Zuckerrübe vor und nach dem Waschen, daneben die weiter verwendbare Rübenwascherde

Die geernteten Zuckerrüben werden in der Zuckerfabrik zunächst gewaschen, von anhaftenden Bodenbestandteilen (Lehm, Sand, Steine) gereinigt und unmittelbar danach zu „Zuckerrübenschnitzeln“ zerteilt. Das dabei entstehende Abwasser wird zum Beispiel über einen Bruckner von der Erde befreit und zu einem großen Teil als Kreislaufwasser weiterverwendet. Ein über die Kampagnen größer werdender Teil wird der Abwasserbehandlung zugeführt und die Differenz mit Frischwasser aufgefüllt.

### Auslaugen und Ausfällen von nichtlöslichen Begleitstoffen
Anschließend wird durch heißes Wasser im Extraktionsturm mithilfe des Gegenstromverfahrens, unter Nutzung des Diffusionsprozesses, der Rohsaft ausgelaugt und damit die Saccharose zu 99 % herausgelöst. Der entstandene schwarz-blaue Rohsaft mit circa 14 % Rohzuckergehalt enthält noch viele andere organische und anorganische Stoffe, die vor dem Kristallisationsprozess entfernt werden müssen. Dies geschieht durch Einrühren von Kalkmilch, die Säuren neutralisiert und den pH-Wert auf etwa 11 anhebt, um einer Invertzuckerbildung (Spaltung der Saccharose zu Fructose und Glucose) vorzubeugen. Dabei können etwa 35 % der verunreinigenden Stoffe entfernt werden, z. B. fallen viele Metallionen als schwerlösliche Metallhydroxide aus. Der für die Kalkmilch benötigte gebrannte Kalk wird direkt in den Fabriken gebrannt, denn auch das dabei entstehende Kohlendioxid wird benötigt, um die verbliebenen Calcium-Ionen zu Calciumcarbonat (Kalk) zu binden, wobei auch andere Fremdstoffe mitgebunden werden. Der Kalk wird in Kerzenfiltern und Filterpressen vom Zuckerdünnsaft getrennt. Der anfallende Kalk wird meistens an die umliegenden Landwirte abgegeben, die ihn als Carbokalk auf die Felder zur Einstellung des pH-Wertes des Bodens aufbringen.
Beim Diffusionsprozess fallen als Nebenprodukt die ausgelaugten Schnitzel an, die in Schnitzelpressen mechanisch auf ca. 30–34 % Trockensubstanz abgepresst werden. Das Presswasser wird zurück in den Extraktionsturm gepumpt, die Schnitzel werden thermisch auf über 90 % Trockensubstanz getrocknet und anschließend unter Zugabe von Melasse zu Pellets gepresst. Diese Pellets werden als Viehfutter verkauft.

### Verdampfstation
Der gereinigte, nun klare, hellgelbe Zuckerdünnsaft wird in der Verdampfstation in einem mehrstufigen Prozess eingedickt. Der Abdampf aus der Verdampfstation wird an mehreren Stellen der Fabrik zum Anwärmen benutzt, z. B. für den Rohsaft nach der Gegenstrom-Schnitzelmaische. Außerdem werden die Kochapparate im Zuckerhaus mit Abdampf aus der Verdampfstation geheizt. Am Ausgang der Verdampfstation hat der Zuckerdicksaft einen Trockensubstanzgehalt von bis zu 70 %.

### Kristallisation

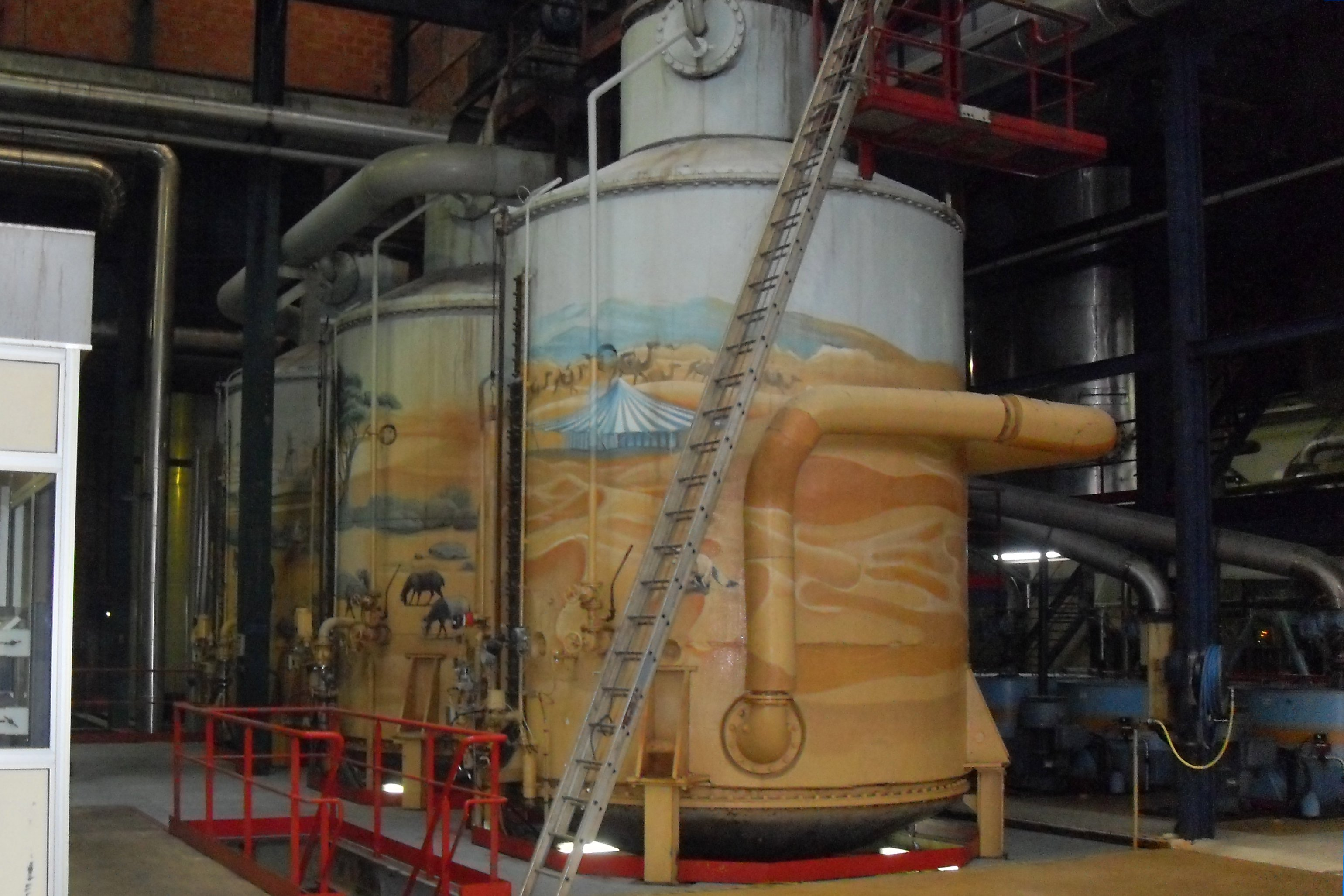
Verdampfungskristallisatoren in einer Rübenzuckerfabrik

Anschließend wird aus dem Dicksaft (Zuckergehalt 65–80 %) durch mehrmaliges Kristallisieren bei erhöhter Temperatur und Unterdruck der Zucker gewonnen. Als Zwischenprodukt entsteht hierbei das Magma als Mischung aus Dicksaft und Kristallzucker.

### Raffinieren

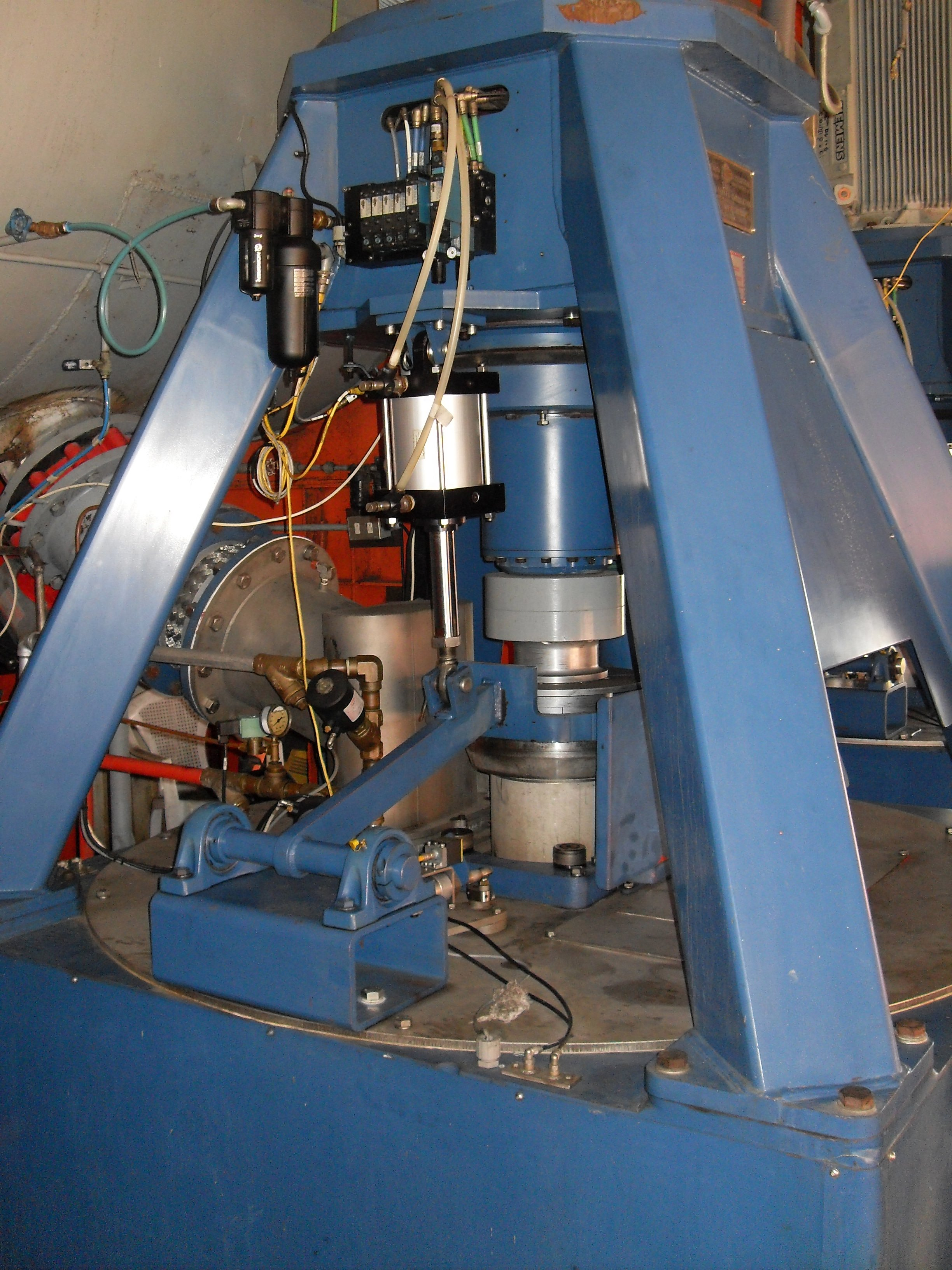
Zuckerzentrifuge

Bei der Kristallisation entsteht in den „Kochapparaten“ eine Kristallsuspension. Die Kochapparate werden mit Brüden aus der Verdampfstation beheizt und stehen unter Vakuum, um eine energiesparende Verdampfung des Wassers unter niedrigen Temperaturen zu gewährleisten. Die Kristallsuspension aus den Kochapparaten enthält ca. 50 % Zuckerkristalle und wird in speziellen, vollautomatisch arbeitenden Zentrifugen von der Mutterlauge getrennt, in der Zentrifuge gewaschen, und anschließend getrocknet. Dabei kann die Korngröße der Kristalle beeinflusst werden. Nach der Trocknung wird der Raffinadezucker in den meisten Fällen in einem klimatisierten Silo bis zum Versand gelagert.
Früher wurde der Zucker direkt nach der Kristallisation in Säcke verpackt und in Lagerhäusern gelagert. In vielen Fabriken in Entwicklungsländern geschieht dies auch heute noch auf diese Weise. Brauner Rohzucker stellt eine weniger reine Form des Zuckers dar, er ist durch die noch vorhandenen Nichtzuckerstoffe braun gefärbt.
Als Nebenprodukt entsteht die Melasse mit einem Zuckeranteil von etwa 50 Prozent, aus der kein Zucker mehr kristallisiert werden kann, da keine Übersättigung mehr vorliegt. Die Melasse findet Verwendung bei der Hefeproduktion, in der Lebensmittelindustrie, in der pharmazeutischen Industrie und bei der Rumherstellung. Außerdem wird Melasse als „Presshilfsstoff mit Nährstoffgehalt“ bei der Futtermittelherstellung verwendet.
Zur Verbesserung der Ausbeute bei der Kristallisation wird die Melasse noch weiter aufbereitet. Eines der wirtschaftlichsten Verfahren hierfür ist das Quentin-Verfahren. Hierbei wird die Melasse mit einem Kationenaustauscher, der mit Magnesiumionen beladen ist, behandelt. Die Natrium- und Kaliumsalze der Melasse werden durch Umsalzung in Magnesiumsalze umgewandelt. Die Kristallisationsrate und damit die Ausbeute an Saccharose wird hierdurch gesteigert.

## Rohrzucker-Erzeugung

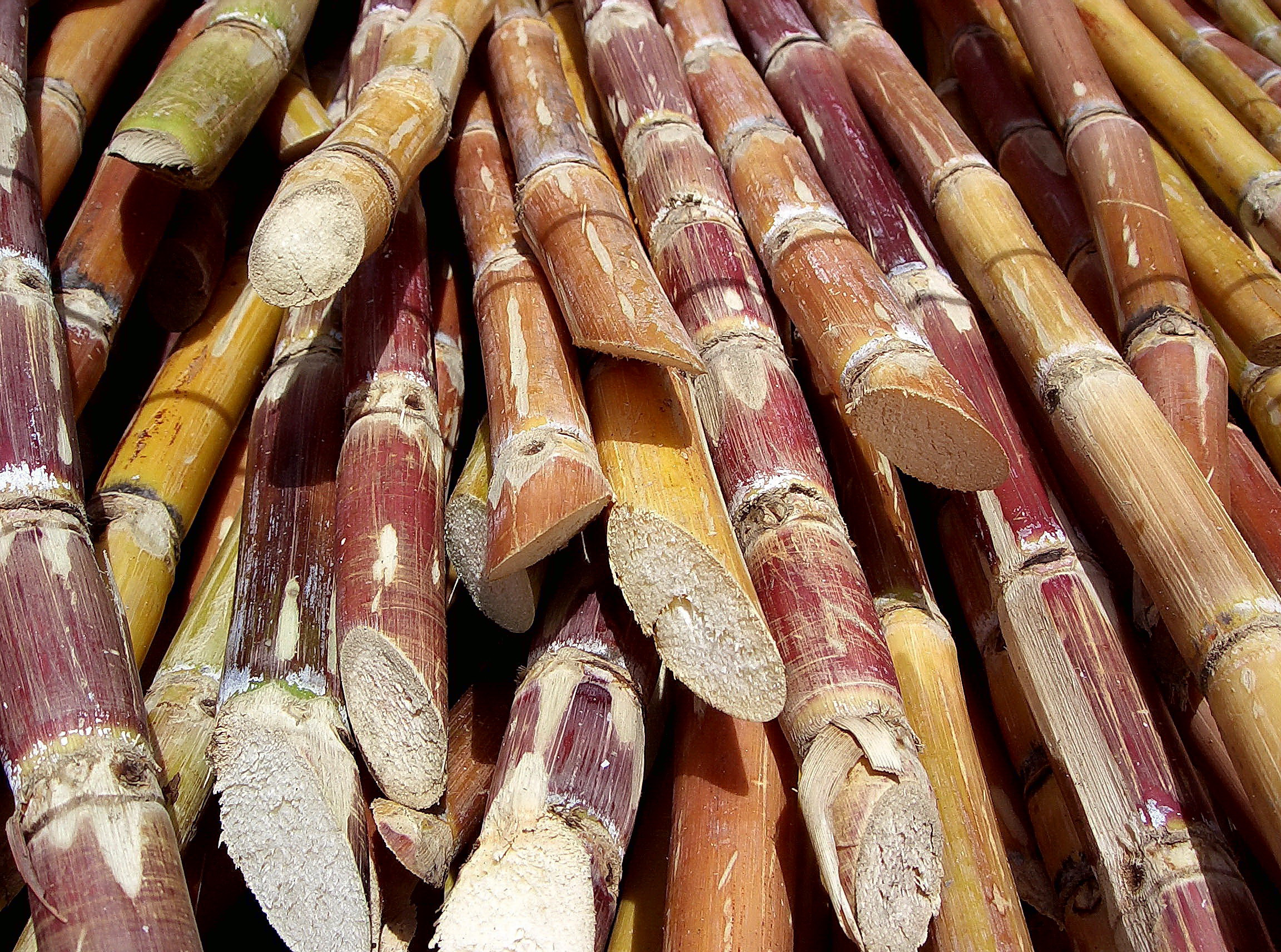
Geerntete Zuckerrohrstangen vor der Weiterverarbeitung.

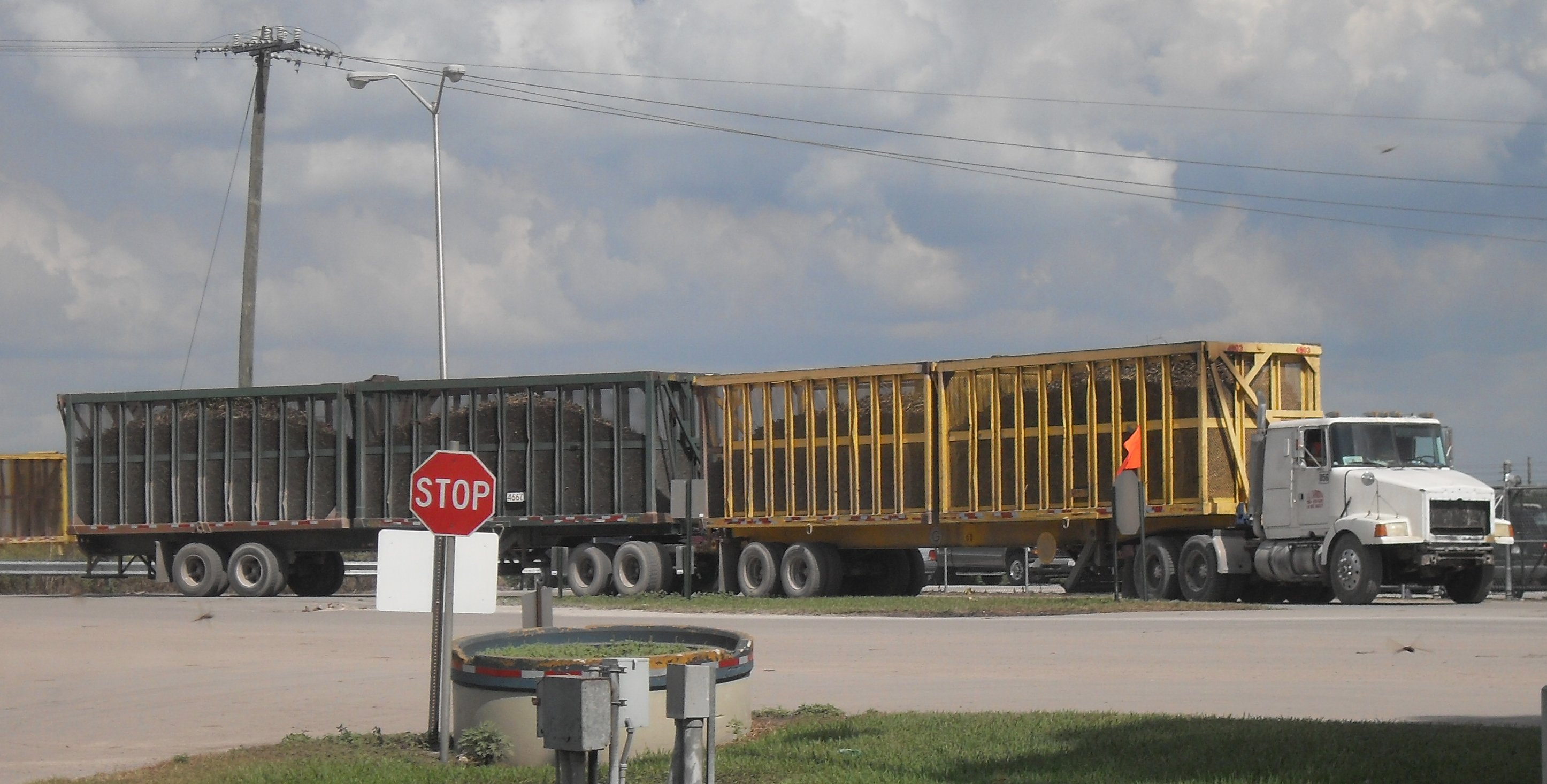
Zuckerrohrtransport in die Fabrik per LKW

Das geerntete Zuckerrohr wird in der Fabrik oder bereits bei der Ernte geschnitten. In den meisten Fabriken wird das Rohr in Zuckerrohrmühlen verarbeitet. In den Mühlen wird der Saft aus dem Zuckerrohr herausgepresst („Pressextraktion“), als Restmaterial entsteht die Bagasse. In einigen Fabriken sind jedoch schon Diffuseure im Einsatz, die den Zucker mittels des Diffusionsprozesses extrahieren. Der gewonnene Saft wird in Absetzer geleitet. Dort werden durch Schwerkraft Schwebestoffe aus dem Saft entfernt. Diese einfache Art der Saftreinigung führt dazu, dass Rohrzucker oft braun ist.
Aus einem Reisebericht des Missionsarztes Dan Beach Bradley um 1840 erfahren wir über die Zuckerproduktion in Siam nahe dem damaligen Nakhon Chaisi:

„… eine einzelne Zuckerfabrik besaß zwischen 60 und 80 Wasserbüffel, die das Rohr mahlten, etwa 50 bis 80 Cords [1 Cord = 3,62 m³, Anm. des Üb.] Holz, um den Saft zu erhitzen und zwischen 100 und 150 Arbeitern für die verschiedenen Tätigkeiten.“

Die Herstellung aus Zuckerrohr verläuft nach der Saftreinigung im Wesentlichen gleich wie in der Rübenzucker-Erzeugung.

## Energiewirtschaft in der Zuckerfabrikation

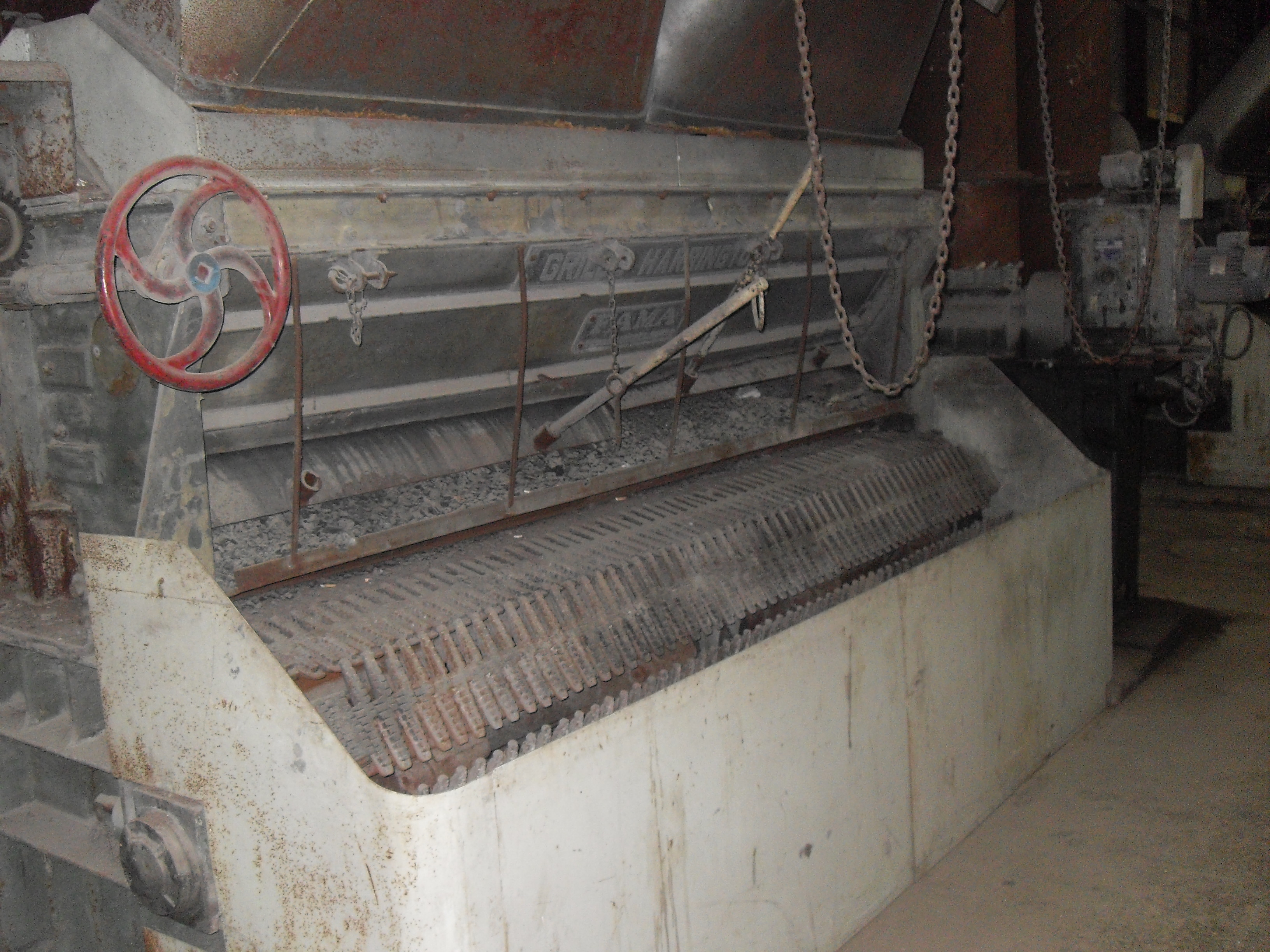
Wanderrost eines stillgelegten Dampfkessels

Rübenzuckerfabriken nutzen in aller Regel die Kraft-Wärme-Kopplung. Dabei wird mit fossilen Brennstoffen wie Braunkohle, Steinkohle, Erdgas oder Heizöl in Dampfkesseln Wasser verdampft. Der erzeugte Wasserdampf wird über eine Turbine geleitet, an die ein elektrischer Generator angeschlossen ist. Der erzeugte Strom wird für die in der Fabrik vorhandenen Elektromotoren verwendet, z. B. an den Pumpen, den Zentrifugen usw.
Nachdem der Dampf die Turbine passiert hat, wird er in der Verdampfstation genutzt, um den Saft einzudicken. Dabei wird der Dampf mehrfach genutzt: In der ersten Stufe der Verdampfstation entsteht durch die Verdampfung Brüden. Dieser Brüden der ersten Stufe wird als Heizdampf für die zweite Stufe der Verdampfstation genutzt und so weiter. In modernen Rübenzuckerfabriken sind bis zu achtstufige Verdampfstationen im Einsatz. So wird der Dampf sehr effizient genutzt. Der Heizdampf wird auch für die Kristallisation und zur Anwärmung von Säften benutzt.
In Rohrzuckerfabriken wird die Bagasse, d. h. der faserige Anteil des Zuckerrohrs, als Brennstoff genutzt. Die sonstigen Möglichkeiten des Einsatzes der Bagasse sind begrenzt (z. B. zur Erzeugung von Spanplatten). Zunehmend nutzen die Fabriken überschüssige Bagasse, um Strom für das öffentliche Netz zu erzeugen.

## Automatisierung in der Zuckerindustrie
Wie in vielen anderen Industrien ist auch in der Zuckerfabrikation die Automatisierung in den vergangenen Jahrzehnten stark vorangetrieben worden. Der Produktionsprozess wird im Allgemeinen zentral durch Prozessleitsysteme gesteuert, welche die meisten Maschinen und Anlagenteile direkt steuern. Lediglich für bestimmte Spezialmaschinen wie z. B. die Zentrifugen werden aus Sicherheitsgründen Speicherprogrammierbare Steuerungen verwendet.

## Historische Zuckerfabrikation

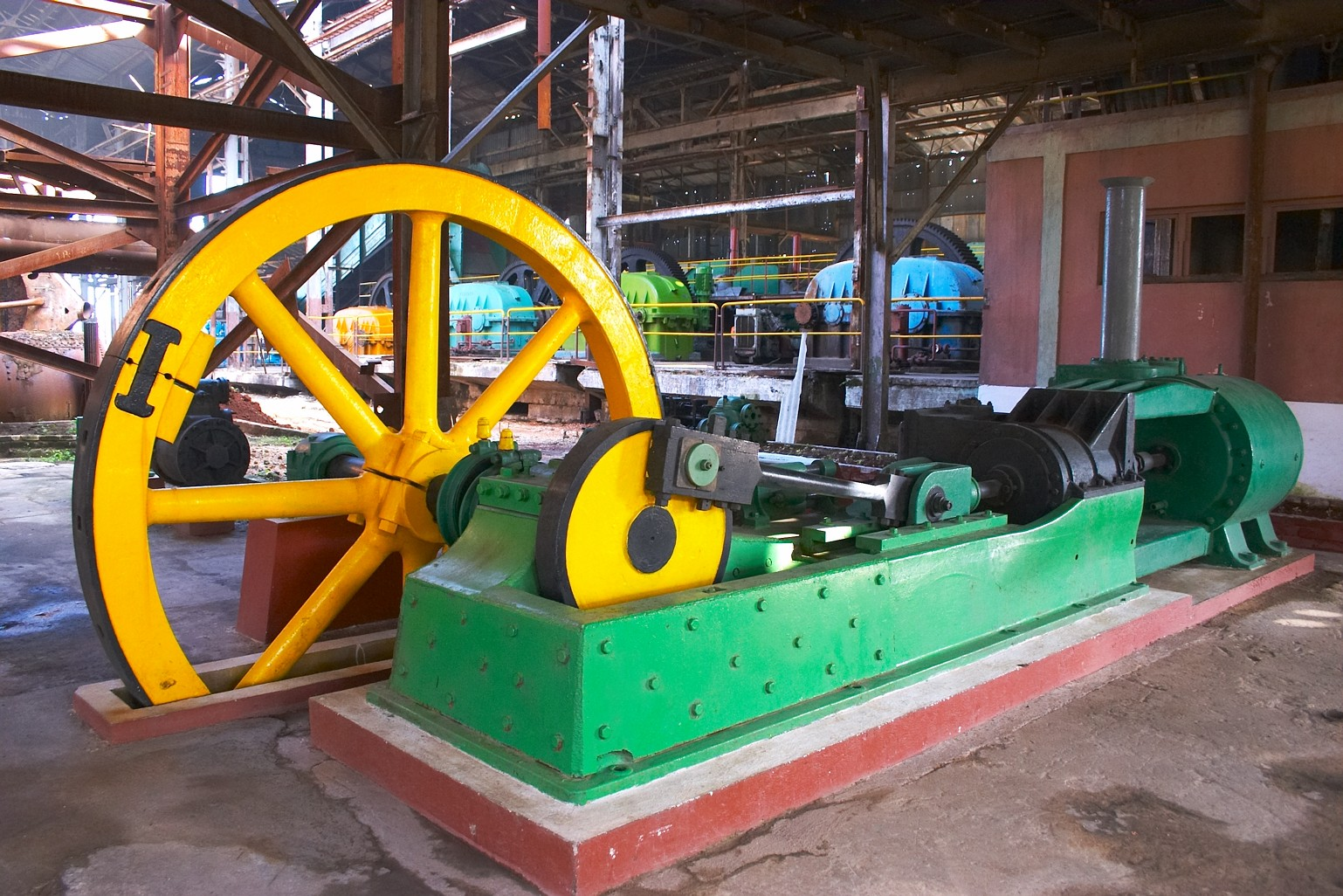
Dampfmaschine in einer Zuckerfabrik in Matanzas, Kuba

In Schwellenstaaten wird Zucker vielfach noch mit Dampfantriebstechnik des frühen 20. Jahrhunderts gewonnen. Auf der indonesischen Hauptinsel Java sind in den Regionen Mittel-Java, Zentral-Java und Ost-Java noch etwa 50 teilweise über 100 Jahre alte Zuckerfabriken in Betrieb. Auch auf der Karibikinsel Kuba sind noch solch alte Zuckerfabriken in Betrieb, allerdings etwas größer dimensioniert.
Zucker aus Zuckerrüben wurde erstmals 1802 von dem deutschen Naturwissenschaftler Franz Karl Achard in einem (vor)industriellen Verfahren hergestellt. Durch die Kontinentalsperre von Napoleon von 1806 bis 1813 wurde der Import von Zucker nach West- und Mitteleuropa unterbunden. Die industrielle Herstellung von Zucker aus Zuckerrüben war nun von großer Wichtigkeit, um diesen Ausfall der Importe auszugleichen. Hierdurch wurde die Einführung dieses neuen Verfahrens in die Praxis stark beschleunigt. 1813 stellten beispielsweise bereits 23 Unternehmen am linken Niederrhein Rübenzucker her.

## Umweltprobleme von Zuckerfabriken
Zuckerfabriken haben früher durch unzureichende Reinigung der Abwässer die Gewässer mit großen Mengen organischen Materials belastet. Gerade die Anstrengungen zu einer immer effizienteren Nutzung der zur Verfügung stehenden Zuckerrübenmengen haben aber dazu geführt, dass immer größere Anteile der in den eingesetzten Wassermengen enthaltenen Zuckerbestandteile doch einer Nutzung zugeführt werden konnten, zugleich reduziert sich fortschreitend schon aus Kostengründen bei modernen Anlagen der Einsatz von Frischwasser, was auch zu einer Reduktion der Abwassermengen führt.
Das Problem besteht jedoch nach wie vor an Standorten in weniger entwickelten Ländern, wenn dort dem Umweltschutz sowie den Kosten für Wasser und Material geringere Aufmerksamkeit geschenkt werden.
Rübenzuckerfabriken betreiben wegen des Energiebedarfs eigene Kraftwerke, insbesondere beim Einsatz von Braun- und Steinkohle tragen sie zum Klimawandel bei. Rohrzucker kann ohne den Einsatz fossiler Brennstoffe, mit den Resten des Zuckerrohrs als Energiequelle, extrahiert werden.
Das Abwasser in der Zuckerfabrik enthält hohe Mengen an leicht abbaubaren Kohlenstoff und muss, um die Einleitwerte einzuhalten, behandelt werden. Entsprechend sind Zuckerfabriken in Deutschland mittlerweile mit großen Kläranlagen ausgestattet. Bereits Anfang der 80er Jahre wurde untersucht, wie der Kohlenstoff energetisch genutzt werden kann. Mittlerweile gibt es auf den Fabriken meist eine mehrstufiges System, bei dem in einem ersten Schritt der hohe BSB in einer Anaeroben Abwasserbehandlung zu Methan umgewandelt wird und so als nachhaltige Energiequelle genutzt werden kann. Das geringer belastete Abwasser aus diesem Prozess kann im Anschluss durch ein klassisches Belebtschlammverfahren auf die geforderten Werte gereinigt werden.